# Hostinger
 (novembre 2024).
Hostinger est une société d'hébergement Web . Fondée en 2004, la société a son siège social en Lituanie et emploie environ 900 salariés.

## Histoire
Hostinger est fondée en 2004 sous le nom de Hosting Media.
En 2007, l'offre d'hébergement payant de Hosting Media est rejointe par un service d'hébergement Web gratuit lorsque la société fonde 000webhost.
En 2008, la société lance Hosting24, une marque d'hébergement Web basée sur cPanel, aux États-Unis . Les centres de données étaient situés à Asheville, en Caroline du Nord et au Royaume-Uni.
En 2011, Arnas Stuopelis rejoint l'entreprise en tant que PDG. La même année, Hosting Media change de nom pour devenir Hostinger.
En 2013, Hostinger lance sa filiale Niagahoster en Indonésie. Il est devenu l’un des premiers fournisseurs d’hébergement à proposer des centres de données de niveau 4.
En 2014, la société lance une filiale brésilienne, Weblink.
En 2019, Hostinger lance un créateur de sites Web sans code et par glisser-déposer. Lancé en tant que filiale sous le nom de Zyro, le constructeur s'appuie sur l'infrastructure d'hébergement de Hostinger et s'adresse aux petites et moyennes entreprises.
En 2023, Hostinger lance l'AI Website Builder, une plateforme qui utilise l' intelligence artificielle pour générer un site personnalisé à partir de zéro. AI Builder écrit automatiquement du contenu unique, sélectionne des images libres de droits et choisit une palette de couleurs et des polices qui conviennent le mieux à la description.

Logo de 000webhost.

En 2023, Daugirdas Jankus devient PDG de Hostinger. Arnas Stuopelis continue d'exercer ses fonctions de président du conseil d'administration.
En 2024, 000webhost, une marque d'hébergement Web gratuite propulsée par Hostinger, ferme ses opérations.

## Acquisitions
En 2019, la société s'associe à LiteSpeed Web Server (LSWS). Elle s'associe également à Google Cloud Platform en 2020.
En 2021, la société de capital-investissement ConHostinger acquiert une participation majoritaire d'environ 31 % d'Hostinger dans le but de renforcer la croissance de l'entreprise. La même année, Hostinger cofonde l'association lituanienne des licornes, Unicorns Lithuania, et étend ses capacités de traitement des paiements. Elle s'est associée à Credorax pour fournir des services d'acquisition intelligents et faciliter les paiements transfrontaliers. En 2022, Hostinger commence à accepter les paiements en crypto-monnaie via CoinGate.

## Services
Les services d'hébergement Web de Hostinger sont divisés en cinq catégories : hébergement partagé, hébergement cloud, hébergement VPS, hébergement WordPress géré et hébergement de messagerie. Les serveurs LiteSpeed et le système d'exploitation Linux alimentent les services d'hébergement WordPress partagés, cloud et gérés.
Hostinger fournit un panneau de contrôle interne appelé hPanel pour que les utilisateurs puissent gérer leur hébergement.
Hostinger propose d'autres services, tels que l'hébergement de messagerie via Titan Email, Google Workspace ou sa propre solution interne, l'enregistrement et le transfert de domaine et un créateur de site Web.
Hostinger dispose de dix centres de données dans huit pays : le Brésil, l'Indonésie, l'Inde, la Lituanie, les Pays-Bas, Singapour, le Royaume-Uni et les États-Unis.

## Récompenses
Chaque année depuis 2019, le Financial Times classe Hostinger parmi les entreprises connaissant la croissance la plus rapide en Europe,. L'entreprise est également nommée l'un des fournisseurs d'hébergement à la croissance la plus rapide par Bitcatcha en 2020 et à nouveau par Cyber News en 2021.
En 2021, Hostinger est répertorié dans le rapport sur le marché de l'hébergement de Yahoo comme l'un des principaux acteurs du marché de l'hébergement.

## Philanthropie
Hostinger sponsorise l'organisation Save the Children Lithuania, qui commence en 2020 à fournir des ordinateurs et d'autres outils d'enseignement à domicile à l'organisation caritative Mokykla Namuose.
En 2021, Hostinger sponsorise le prix de l'idée la plus innovante du concours Technorama 2021. et reconstruit une école à Sumba, en Indonésie.

## Critique
En 2015, un chercheur en sécurité découvre une collection de 13 millions de mots de passe en texte clair appartenant aux utilisateurs de 000Webhost. 000Webhost aborde la brèche dans une publication Facebook citant un exploit dans une ancienne version de PHP.
En 2023, le Cyber Crime Information Center rapporte que Hostinger est entré dans le top 5 des hébergeurs de phishing selon leur score d'attaque de phishing. Le score d'attaque de phishing prend en compte le nombre brut d'attaques de phishing par rapport à la taille du réseau d'hébergement. La société de sécurité Netcraft rapporte en 2015 que 90 % des sites de phishing Steam qu'elle a arrêtés sont hébergés par Hostinger. Netcraft indique avoir arrêté 1 400 URL de phishing Steam en un mois, comprenant 331 sites Web différents, tous hébergés par Hostinger. En 2022, Cyware Social signale que la fonction d'aperçu du site Web de Hostinger est exploitée par des criminels via des sites de phishing. Les auteurs affirment qu'une fois qu'un compte est créé avec Hostinger, les URL d'aperçu sont actives pendant un maximum de 120 heures, ce qui permet aux sites de phishing de proliférer. Sur le blog Review Signal, les auteurs accusent Hostinger de manipuler les notes des avis via les avis des employés de l'entreprise.